# 667B型核潜艇

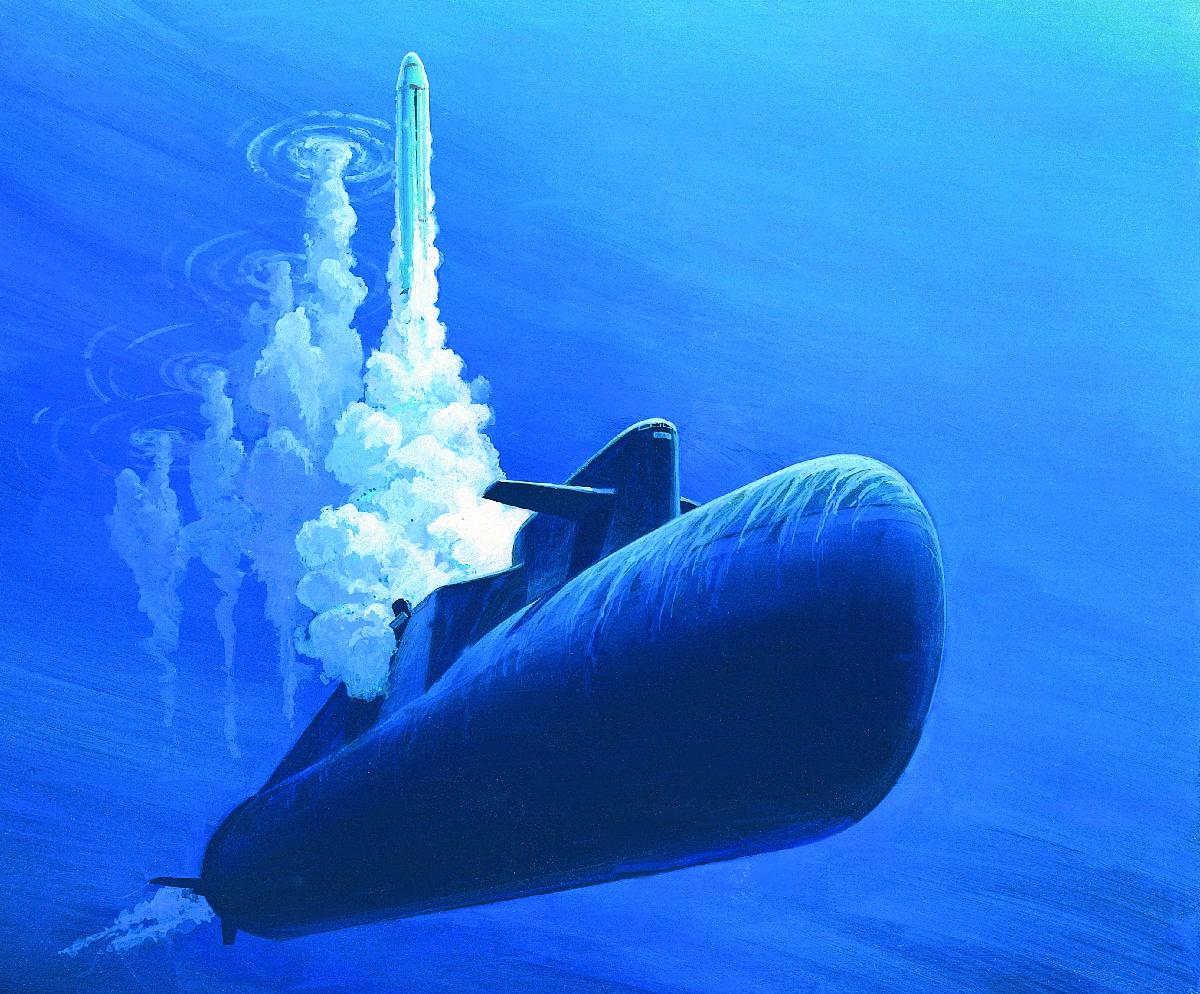
德尔塔系列發射核導彈想像圖

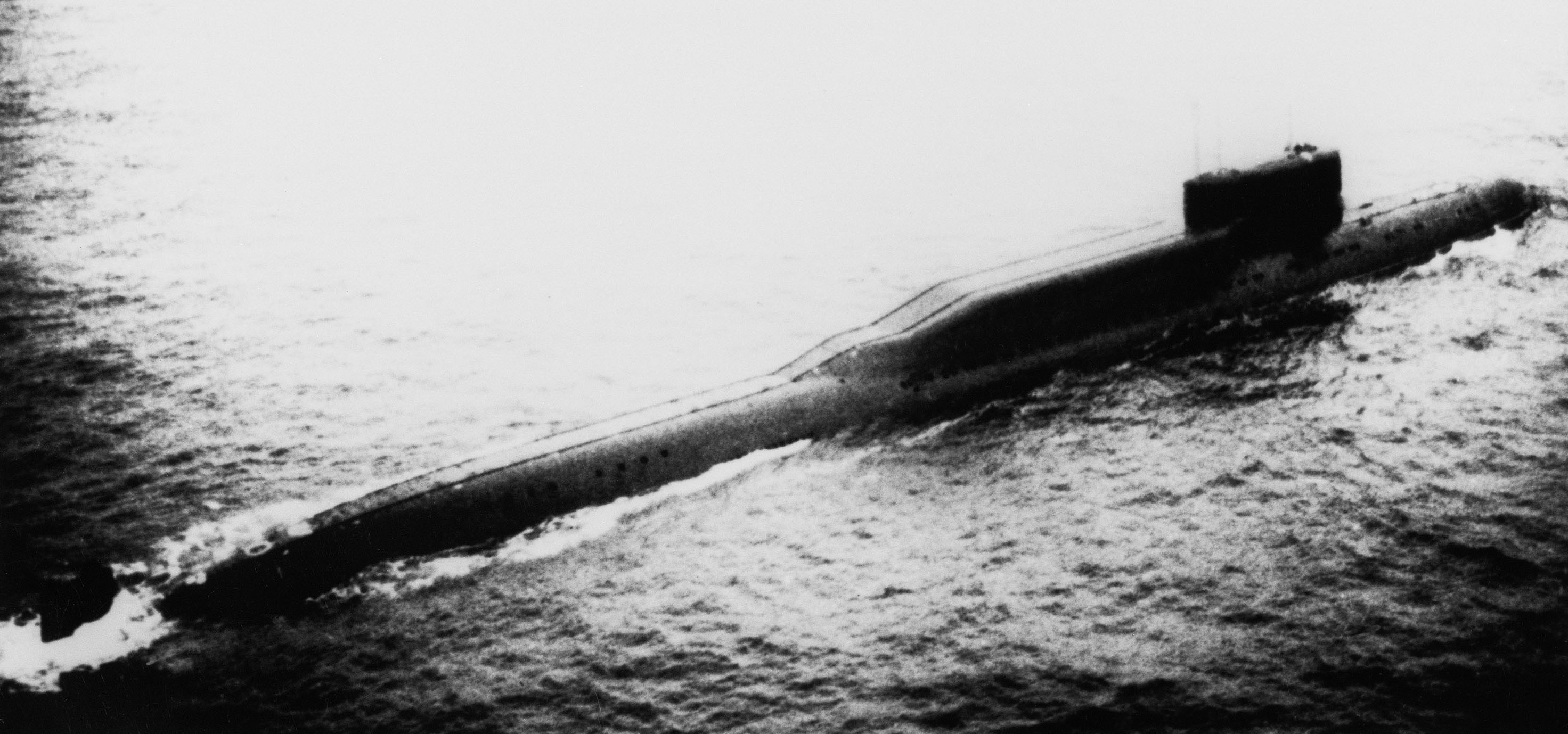
德尔塔I级核潜艇

德尔塔级是苏联建造的德尔塔I至IV级常温液体燃料弹道导弹核潜艇中的北约总称。此名称为北约音标字母中D的读音。如果将德尔塔I~IV算作一个级别，那德尔塔级是苏俄建造数量最多的弹道导弹核潜艇。德尔塔级属于苏联第二代弹道导弹核潜艇，由红宝石设计局设计。德尔塔4个级别的苏俄代号分别是、以及。
由于德尔塔出现了4种外形相似，但又各有不同的艇型，这让北约为德尔塔级命名上遇上困難。在为德尔塔级命名上，北约武器系统命名小组将四个艇型统称为德尔塔（Delta）四个艇型则分别命名为德尔塔I级~德尔塔IV级，而苏联则将这四个艇型分为2个级别：与为同级，属于原型与改进型的关系，而与化为一个等级。德尔塔III和德尔塔IV都曾经试验发射潜射近地卫星运载火箭。德尔塔III级发射失败，而德尔塔IV级却取得成功。
德尔塔I级和德尔塔II级均已全部退役，目前德尔塔III、IV级仍然属于現役潜艇。其中德尔塔IV级是俄罗斯弹道导弹潜艇中出勤率和妥善率最高的艇级，共建造7艘，6艘为现役并参与战略任務。

## 德尔塔I级

德尔塔I级

德尔塔I级(667Б型“海鳝”)(俄語："Мурены")潜艇是苏联第一个不用通过北约反潜带就能够发射导弹打击到美国本土的苏联潜艇。德尔塔II级667B型沿袭了扬基I级667A型大部分设计，除了换装尺寸更大的Д-9弹道导弹发射系统，因此携载数量从16套减为12套，而且在指挥塔之后的艇身上形成了高高隆起的驼峰（或称龟背），因为发射筒中的SS-N-8导弹的上部已经远超出艇身双层外壳。1965年项目开始研发，首舰K-279于1972年12月22日服役，列入苏联北方舰队，这个级别一共建造了18艘。这也是阿穆尔造船厂建造的最后一型弹道导弹核潜艇，后续的型号排水量越来越大，作为内河船厂已经难以进出更大吨位的核潜艇。北方舰队的德尔塔I级核潜艇在巴伦支海、挪威海的海冰边缘地带值班巡逻。到了1991年苏联解体前夕，仍有9艘德尔塔I级服役，到了1994年，由于俄海军财政紧张，德尔塔I级开始退役，1997年该级潜艇上所有导弹被解除，1998年潜艇全部退役。2005年全部拆解。

### 性能诸元
- 排水量:
  - 水面排水量：9,000 m³
  - 潜行排水量：13,700 m³
- 航速:
  - 水面航速：15 节
  - 潜行航速：26 节
- 下潜深度:
  - 正常下限深度：320 m
  - 最大下限深度：450 m
- 自持力：70天
- 艇员: 120人
- 首舰服役时间: 1972年
- 长度: 139 米
- 宽度: 11.7 米
- 吃水: 8.4 米
- 推进系统:
  - 2座VM-4B 型压水反应堆
  - 2座52,000马力蒸汽轮机
  - 2轴螺旋桨
- 火力装备:
  - 12发R-29vystota（厂方编号4K75）/SS-N-8锯蝇[1]潜射液体燃料[2]弹道导弹，由D-9型垂直发射筒发射。
  - 4座533毫米鱼雷发射管，携载12枚鱼雷
  - 2座400毫米鱼雷发射管，携载6枚鱼雷

### 同级列表
| 战舰舷号 | 服役日期       | 建造船厂       | 服役舰队                                   | 狀態 |
| -------- | -------------- | -------------- | ------------------------------------------ | ---- |
| K-279    | 1972年12月22日 | 北德文斯克     | 北方舰队                                   | 退役 |
| K-447    | 1973年         | 北德文斯克     | 北方舰队                                   | 退役 |
| K-450    | 1973年         | 北德文斯克     | 北方舰队                                   | 退役 |
| K-385    | 1973年12月30日 | 北德文斯克     | 北方舰队                                   | 退役 |
| K-457    | 1974年         | 北德文斯克     | 北方舰队                                   | 退役 |
| K-465    | 1974年         | 北德文斯克     | 北方舰队                                   | 退役 |
| K-460    | 1975年         | 北德文斯克     | 北方舰队                                   | 退役 |
| K-472    | 1975年         | 北德文斯克     | 北方舰队 后转入太平洋舰队                  | 退役 |
| K-475    | 1975年         | 北德文斯克     | 北方舰队                                   | 退役 |
| K-171    | 1975年         | 北德文斯克     | 1975~1976.5.6 北方舰队 1976.5.6 太平洋舰队 | 退役 |
| K-366    | 1974年         | 阿穆尔河共青城 | 太平洋舰队                                 | 退役 |
| K-417    | 1974年         | 阿穆尔河共青城 | 太平洋舰队                                 | 退役 |
| K-477    | 1975年         | 阿穆尔河共青城 | 太平洋舰队                                 | 退役 |
| K-497    | 1975年         | 阿穆尔河共青城 | 太平洋舰队                                 | 退役 |
| K-500    | 1976年         | 阿穆尔河共青城 | 太平洋舰队                                 | 退役 |
| K-512    | 1976年         | 阿穆尔河共青城 | 太平洋舰队                                 | 退役 |
| K-523    | 1977年         | 阿穆尔河共青城 | 太平洋舰队                                 | 退役 |
| K-530    | 1977年         | 阿穆尔河共青城 | 太平洋舰队                                 | 退役 |

## 德尔塔II级

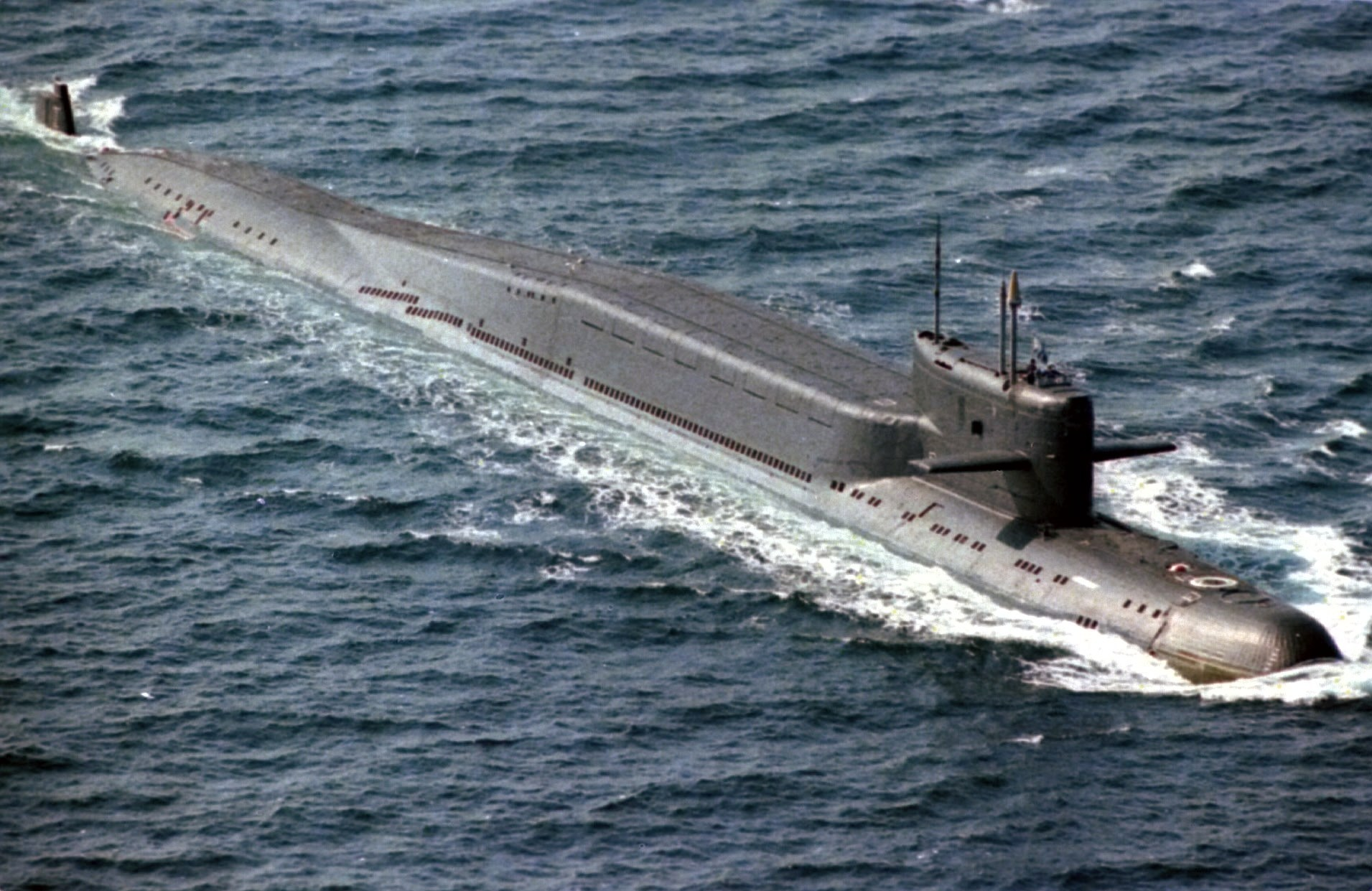
德尔塔II级核潜艇

德尔塔II级

德尔塔II级(667БД)被北约单独立为一级，苏联则将其归在德尔塔I级改进型。两者在设计上基本相同，但德尔塔II级加长了16米并增加了4个导弹发射筒。这两级潜艇都铺设消声瓦和轮机减震以降低工噪。导弹换为Р-29Д，射程9100公里，精度900米。
该级仅有4艘潜艇被制造出来，这显然是为了建造更多的德尔塔III级。德尔塔II级于1996年前全部退役。

### 性能诸元
- 命名:
  - 北约: 德尔塔II级（Delta-II）
  - 苏俄: 667BD Murena-M
- 排水量:
  - 水面排水量：10,500 m³
  - 水下排水量：13,000 m³
- 航速:
  - 水面航速：15 节
  - 水下航速：24 节 (44 km/h)
- 下潜深度:
  - 实际极限深度：390 米
  - 理论极限深度：450 米
- 推进系统:
  - 2座VM-4 型压水反应堆
  - 2座55,000马力蒸汽轮机
  - 2轴螺旋桨
- 长度:
  - 155 米
- 宽度:
  - 12 米
- 吃水:
  - 9 米
- 火力装备:
  - 12发R-29(SS-N-18)潜射弹道导弹，由D-9型垂直发射筒发射。
  - 4座533毫米鱼雷发射管
  - 2座400毫米鱼雷发射管
- 艇员：130人
- 首舰服役时间：1975年

### 同级列表
| 战舰舷号 | 开工日期  | 下水日期  | 服役日期       | 建造船厂   | 服役舰队 | 狀態 |
| -------- | --------- | --------- | -------------- | ---------- | -------- | ---- |
| K-182    | 1973年4月 | 1975年1月 | 1975年9月30日  | 北德文斯克 | 北方舰队 | 退役 |
| K-92     | 1973年    | 1975年    | 1975年12月17日 | 北德文斯克 | 北方舰队 | 退役 |
| K-193    | 1974年    | 1975年    | 1975年12月30日 | 北德文斯克 | 北方舰队 | 退役 |
| K-421    | 1974年    | 1975年    | 1975年12月30日 | 北德文斯克 | 北方舰队 | 退役 |

## 德尔塔III级

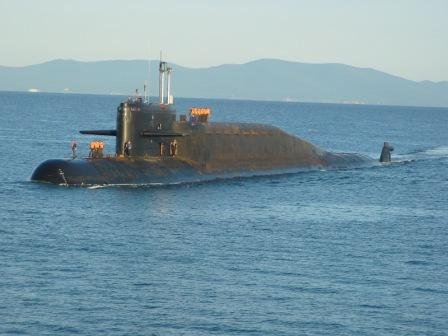
德尔塔III级核潜艇

德尔塔III级

德尔塔III级(667БДР)“鱿鱼”(俄語：Кальмар)潜艇与前两级一样，都是全艇布设消声瓦以及安装轮机减震系统。德尔塔III级是苏俄第一个能够连续发射所有导弹的潜艇，同时也是第一个装备多弹头分导弹道导弹的潜艇。该级潜艇携带16发R-29R(SS-N-18)，每发携带3个分导弹头。射程为6500千米。可在水下50米6节航速时发射。1972年红宝石设计局开始此项目研发。艇身比德尔塔II级略加长。导弹发射筒的高度增加很大。
德尔塔III级还装备了“阿尔玛兹-BDR”（Almaz-BDR）火控系统。这种火控系统可以让德尔塔III级在深水潜行的情况下发射鱼雷。除此之外还装备了“托鲍尔-M-1”(Tobol-M-1)型惯性制导系统，后改装为“托鲍尔-M-2”(Tobol-M-2)型；“黄蜂”(Bumblebee)水声导航系统和“卢比康”（Rubikon）声纳系统。
德尔塔III级是苏联第二个尝试潜射近地运载火箭的潜艇，1995年，K-44艇在巴伦支海区发射装载科研模块的“波浪”运载火箭，这个科研模块由德国不来梅大学研制。飞行20分钟后落在堪察加。
K-496号潜艇于2005年6月22日从巴伦支海发射“波浪”运载火箭，火箭上搭载了“宇宙1号”太阳帆飞船，可惜发射后运载火箭与卫星脱离失败，最终坠入大气层。该级潜艇于90年代末根据《美苏限制战略武器协议》而开始退役。

### 性能诸元
- 排水量:
  - 水面排水量：10,600 吨
  - 潜行排水量：13,050 吨
- 速度:
  - 水面航速：12 节(26 km/h)
  - 潜行航速：24 节(44 km/h)
- 工作深度:
  - 工作最大深度：390 米
  - 极限深度：450 米
- 推进系统:
  - ВМ-4С型压水堆，2x90MW热功率.
  - 2套OK-700A型蒸汽轮机，共55,000轴马力
  - 2套涡轮发电机，2x3000KW
  - 2套柴油发电机，2x450KW
  - 双轴、双螺旋桨
- 长度: 155 米
- 宽度: 11.7 米
- 吃水: 9 米
- 火力装备:
  - 12发R-29(SS-N-18)潜射弹道导弹，由D-9型垂直发射筒发射。
  - 4座533毫米鱼雷发射管
  - 2座400毫米鱼雷发射管

（与德尔塔II级相同）
- 艇员: 130 人
- 首舰服役时间: 1976年

### 同级列表
| 战舰舷号 | 开工日期   | 下水日期       | 服役日期     | 建造船厂   | 所属舰队   | 狀態              |
| -------- | ---------- | -------------- | ------------ | ---------- | ---------- | ----------------- |
| K-424    | 1975年     | 1975年12月30日 | 1976年6月9日 | 北德文斯克 | 北方舰队   | 1995年3月28日退役 |
| K-441    | 1975年     | 1976年         | 1976年12月   | 北德文斯克 | 北方舰队   | 1995年3月28日退役 |
| K-449    | 19.11.1975 | 29.07.1976     | 30.12.1976   | 北德文斯克 | 北方舰队   | 2001年退役        |
| K-455    | 16.10.1976 | 16.02.1977     | 30.08.1977   | 北德文斯克 | 北方舰队   | 退役              |
| K-490    | 6.11.1976  | 21.03.1977     | 30.10.1977   | 北德文斯克 | 北方舰队   | 退役              |
| K-487    | 09.12.1976 | 04.06.1977     | 27.12.1977   | 北德文斯克 | 太平洋舰队 | 退役              |
| K-496    | 23.05.1978 | 13.09.1978     | 30.08.1979   | 北德文斯克 | 太平洋舰队 | 2008年12月9日退役 |
| K-506    | 29.12.1975 | 26.03.1979     | 30.11.1979   | 北德文斯克 | 太平洋舰队 | 2010年退役        |
| K-211    | 19.04.1979 | 13.12.1979     | 28.08.1980   | 北德文斯克 | 太平洋舰队 | 储备              |
| K-223    | 19.11.1979 | 30.04.1980     | 25.12.1980   | 北德文斯克 | 太平洋舰队 |                   |
| K-180    | 27.04.1980 | 08.11.1980     | 25.08.1981   | 北德文斯克 | 太平洋舰队 | 退役              |
| K-433    | 24.08.1979 | 20.06.1980     | 15.12.1980   | 北德文斯克 | 太平洋舰队 |                   |
| K-129    | 09.04.1979 | 15.04.1981     | 05.11.1981   | 北德文斯克 | 太平洋舰队 | 退役              |
| K-44     | 31.01.1980 | 19.01.1982     | 17.09.1982   | 北德文斯克 | 太平洋舰队 |                   |

## 德尔塔IV级

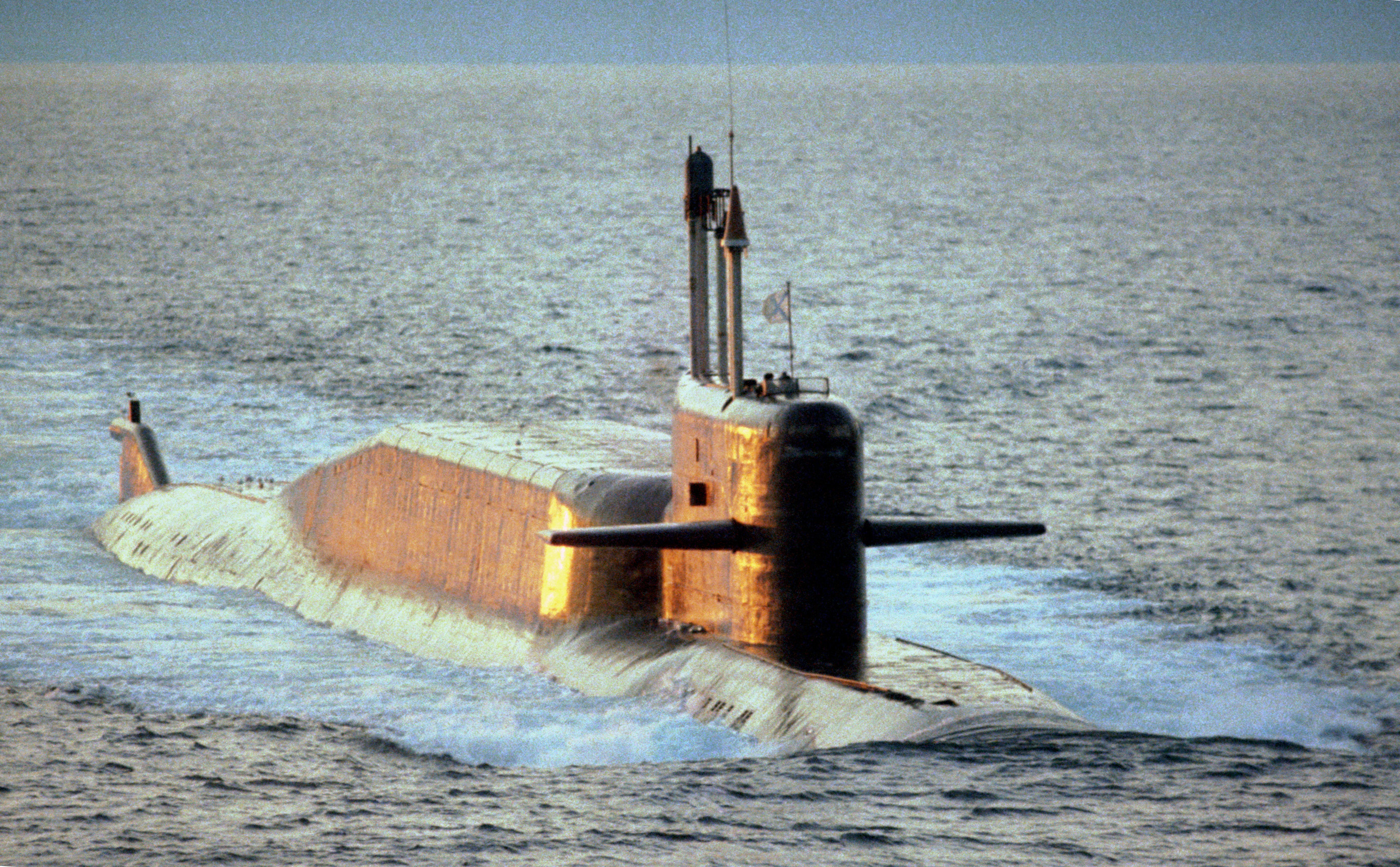
德尔塔IV级核潜艇

德尔塔IV级原型

德尔塔IV级改型

德尔塔IV级(667БДРМ)是德尔塔级系列的最后一个级别。1975年9月10日立项，首舰1981年2月开工建造，于1984年底服役，直到1992年，德尔塔IV级共建造了7艘，服役于北方舰队，现在6艘仍然服役并参加战略值班，是目前俄罗斯现役潜艇中值班率最高的潜艇。
德尔塔IV级和德尔塔III级的结构近乎相同。工作深度为320米，极限深度为400米。推进系统使用双轴7叶螺旋桨，双座VM-4压水反应堆，可以提供180兆瓦的能量，让潜艇航速达到24节。
1991年8月6日，K-407艇在白海的“河马-2”军事演习中，3分钟内在水下发射了全部16枚导弹。
1998年7月7日，K-407艇发射运载火箭“无风-1”型，搭载2枚德国的人造卫星并成功发射至近地轨道。这是世界上第一次由水下发射运载火箭搭载人造卫星进入近地轨道。

### 总体设计
总体设计上，德尔塔IV级与前三级的大致相同。都使用了苏俄普遍使用的双壳体结构，在指挥围壳上安装了水平舵。这种设计从Y级就开始使用，这种水平舵可以让潜艇在没有纵向倾斜的情况下让潜艇更容易下沉。潜艇的工作深度是320米，极限深度为400~500米。推进系统可以让潜艇在水上与水下的航速都为24节，潜艇的自持力约为80天。该艇仍然是全舰体铺设消声瓦。
德尔塔IV级更进一步的减少噪音，该艇轮机舱处于独立声音屏蔽舱中，而整个动力区（轮机部和核反应堆）都安装了消声器，在非耐压艇体上使用了流线型外形，以使螺旋桨水流更加均匀以降低工噪。

### 火力与导航系统
德尔塔IV级装备16发R-29PM潜射弹道导弹，装载在D-9PM型发射筒内。R-29RM是苏联设计的最后一型液体燃料潜射弹道导弹。该种导弹可以装备3发爆炸当量为25万吨的核弹头或7个爆炸当量为10万吨的核弹头。该级潜艇可以在6~7节，55米深度的情况下连续发射出所有的导弹。德尔塔IV级可以在任何航向下，以及一定的纵向倾斜角度下发射导弹。
德尔塔IV级装备了4座533毫米鱼雷发射管，可以使用所有该种鱼雷管能发射的所有苏俄鱼雷型号，另外还安置了自动鱼雷装填系统，以减少鱼雷发射间隔从而提高自卫能力。在火控系统上则使用转为其研制的“公共马车-БДРМ”战斗指挥系统，这个系统用于处理除弹道导弹以外所有的战斗数据和鱼雷火控。该型潜艇还可以使用SS-N-15“海星”反舰导弹，这种导弹速度为200节，射程为45千米，可以装配核弹头。
导航系统上，德尔塔IV级装备了“瑟尤斯”（Shlyuz）导航系统，以提供了比Y级和德尔塔前两型更精准的导航系统，系统使用的漂浮施托拽天线为“大鲱鱼”型。声纳系统为“鳐鱼”系列中的一种，但没有實際资料能表示出具体是那种。鳐鱼系列是苏俄目前最先进的声纳基阵系列。在德尔塔IV级的尾部垂直稳定舵的导流罩中安置了拖拽声纳基阵的收放装置。
德尔塔IV级潜艇的战斗任务是打击军事基地、工业设施和海军基地。其装备的R-29PM型潜射弹道导弹的射程为8300公里，这种导弹使用了天文制导系统，使其圆概率误差约降为250米。导弹在返回大气层时速度高达100节。

### 同级列表
| 名称 | 开工日期      | 下水日期   | 服役日期       | 所属舰队 |
| ---- | ------------- | ---------- | -------------- | -------- |
|      | 1981年2月23日 | 1984年1月  | 1984年12月29日 | 北方舰队 |
|      | 1983年11月    | 1984年12月 | 1985年12月30日 | 北方舰队 |
|      | 1984年11月    | 1985年12月 | 1986年2月      | 北方舰队 |
|      | 1985年12月    | 1986年9月  | 1987年1月      | 北方舰队 |
|      | 1986年9月     | 1987年6月  | 1988年3月      | 北方舰队 |
|      | 1987年9月     | 1988年11月 | 1989年9月      | 北方舰队 |
|      | 1988年11月    | 1990年10月 | 1992年2月20日  | 北方舰队 |